# Stranje pri Dobrniču
Stranje pri Dobrniču je naselje v občini Trebnje.
Stranje pri Dobrniču je razloženo naselje na zahodnem pobočju Trebnega vrha. Njive Brije in Dole so v bližini naselja, v preteklosti pa so se prebivalci ukvarjali tudi z izkoriščanjem gozda na Trebnem vrhu. Pod vasico je dolina Po suhem dolu, ki poteka v smeri severozahod – jugovzhod, po njej pa teče Žibrščica.